# Puntius baoulan
 Puntius baoulan és una espècie de peix cipriniforme de la família dels ciprínids.

## Morfologia
Els mascles poden assolir els 10,8 cm de longitud total.

## Distribució geogràfica
Es troba al llac Lanao (Mindanao, les Filipines).